# Primeiro de Maio
Primeiro de Maio är en kommun i Brasilien.   Den ligger i delstaten Paraná, i den södra delen av landet, 900 km söder om huvudstaden Brasília. Antalet invånare är 10 832.
Trakten runt Primeiro de Maio består till största delen av jordbruksmark. Runt Primeiro de Maio är det ganska glesbefolkat, med 21 invånare per kvadratkilometer.